# Történelmi korszakok
A történelmi korszakok megalkotásának célja, hogy egységekre bontsa a történelmi időfolyamot és elnevezést adjon az egységeknek. A történelem azonban valójában folyamatos, tehát minden felosztás önkényes. Eltérő nemzetek és kultúrák különböző módon osztják fel a korokat. A dinamikusan átalakuló koroknak többnyire van megnevezhető átalakulási évük, ugyanakkor sokszor nem szükségszerű a változások időbeli lefolyása szerint felosztani a történelmet. A korok elnevezései mindig újra előkerülnek és újra meghatározódnak. Például egyes történészek szerint olyan, hogy reneszánsz, nem létezett, míg mások védelmezik a koncepciót.

## Általános felosztás
Az európai történelem általános felosztása:
- Őskor
- Ókor
- Középkor
- Újkor

## Részletes felosztás
A világtörténelem európai szemléleten alapuló, hagyományos korszakai – az európai, illetve globális régészeti és kulturális korokkal, valamint az európai korszakolással többé-kevésbé párhuzamos kínai és japán történelmi korokkal kiegészítve:
- Őskor (Európa, Észak-Afrika, Nyugat-Ázsia, az i. e. 4. évezredig)
  - Kína őstörténete (i. e. 18. századig)
  - Megalitikus kultúrák (újkőkorszak, kőrézkor)
  - Mezopotámia, Kis-Ázsia és a Közel-Kelet kultúrái
- Ókor (Európa, Észak-Afrika, Nyugat-Ázsia, i. e. 4. évezred – 5. század)
  - Nílus-völgyi civilizációk
  - Indus-völgyi civilizáció
  - Az ókori kelet és a mediterránium civilizációi (Mezopotámia, Mükéné stb.)
  - Kínai ókor (Kína, i. e. 18. század – i. sz. 220)
  - Hellenisztikus kor (Európa, i. e. 323 – i. e. 31)
  - Római kor (Európa, i. e. 3 – i. sz. 5. század)
  - Japán ókor (Kodai, 250–1185)
  - Klasszikus császárkor (Kína, 220–1368)
  - A népvándorlások kora (Európa, 3–7. század)
- Középkor (Európa, Észak-Afrika, Nyugat-Ázsia, 3-6–15. század)
  - Iszlám aranykor (Észak-Afrika, Nyugat-Ázsia, 7–15. század)
  - Viking kor (Skandinávia, 793–1066)
  - Japán középkor (Csuszei, 1185–1603)
  - Ming-kor (Kína, 1368–1644)
  - Reneszánsz (Itália, 14. század–16. század)
- Újkor (16–20. század)
  - Korai újkor (Európa, Észak-Afrika, Nyugat-Ázsia, 16–18. század)
    - Reformáció (Európa, 16. század)
    - Edo-kor (Japán, 1603–1868)
    - Qing-kor (Kína, 1644–1911)
    - Felvilágosodás (Európa, 18. század)
    - Ipari forradalom (Európa, 18–19. század)

  - Modern kor (nemzetközi, 1900-tól)
    - Napóleon kora, Nyugat-Európa, 1799–1815
    - Japán modern kor (Kindai, 1868–tól)
    - Kínai modern kor (Kína, 1911-től)
    - I. világháború (nemzetközi, 1914–1918)
    - A két világháború közötti korszak (nemzetközi, 1918–1939[2])
    - II. világháború (nemzetközi, 1939[2]–1945)
    - A hidegháború kora (nemzetközi, 1945–1989)
    - A rendszerváltás utáni korszak (a volt Szovjetunió és a volt szocialista országok, 1991-től)

Az Európán kívüli területeknek az európai szemléletű korszakolástól jelentősen eltérő korszakai:
- Kelet-Ázsia:
  - Korea: őstörténet – koreai ókor (i. e. 3. század – i. sz. 661) – koreai középkor (661–1392) – Csoszon-kor (1392–1897) – koreai modern kor
  - Kína és Japán – lásd fentebb a listában!
- Délkelet-Ázsia:
  - Indokína: őstörténet – korai és klasszikus civilizáció kora – modern kor
  - Maláj-szigetvilág: őstörténet – korai civilizációs kor – iszlám kor – modern kor
- Dél-Ázsia: őstörténet – korai és klasszikus indiai civilizáció kora – iszlám kor – modern kor
- Belső-Ázsia:
  - Közép-Ázsia: őstörténet – sztyeppei civilizációk kora – iszlám kor – modern kor
  - Belső-Ázsia többi része: őstörténet – korai civilizációs kor – buddhizmus kora – modern kor
- Észak-Ázsia: történelem előtti kor – újkor
- Észak-amerikai és dél-amerikai történelem: prekolumbán kor (helyi civilizációs korszakok) – újkor
- Fekete-Afrika: történelem előtti kor (helyi civilizációs korszakok) – modern kor
- Ausztrália és Óceánia: történelem előtti kor – modern kor

## A korszakhatárok eltérő meghatározásai

### Ókor
Az ókor és a középkor fogalma eredetileg a nagy itáliai költőtől, Petrarcától származik, aki Róma gót kifosztását (410) tekintette a dicsőséges „antik” korszak végének, és az utána következő „sötét kor” kezdetének. Ma a 476 a legelfogadottabb évszám.
Az ókor végének lehetséges meghatározásai:
- 313 – Nagy Konstantin elfogadottá teszi a kereszténység gyakorlatát a milánói ediktummal
- 410 – a nyugati gótok Alarik vezetésével kifosztják Rómát
- 476 – Romulus Augustulus megfosztása a nyugatrómai császári címtől, a Nyugatrómai Birodalom bukása

### Középkor
A történettudományban különféle időpontokra helyezik a középkor végét. Több marginális meghatározás mellett kétféle nézet tekinthető meghatározónak:
Középkor 1492-ig
Ez a nézet Amerika felfedezéséhez (1492) köti a változást. Ez a felfogás régóta elterjedt, azon az alapon, hogy a gyarmatosítások következtében alapvetően megváltoztak az európai hatalmak egymás közötti erőviszonyai. Csökkent, majd megszűnt a Német-római Birodalom meghatározó szerepe és olyan új nagyhatalmak alakultak ki, mint (kezdetben) Hollandia, Spanyolország, majd Anglia. Franciaország jelentősége is megnövekedett. A modern történészek egy része visszatért ehhez az elképzeléshez, és ezt két okkal indokolja: egyrészt a világkereskedelem súlypontja Amerika felfedezésének következtében a Mediterráneumból áttevődött az Észak-atlanti térségre, amivel a világgazdaság centruma is áthelyeződött Észak-Itáliából az atlanti partvidékre. Mindennek jelentős hatása volt Európa többi térségére is. Emellett Európa ekkor, a földrajzi felfedezések nyomán lépett ki korábbi kereteiből és gyors terjeszkedésbe kezdett (nem csupán politikai értelemben). Szigorúan kultúrtörténeti szempontból elfogadható a könyvnyomtatás feltalálása (Gutenberg), vagy Luther Márton fellépése (a reformáció kezdete) is. Mindkettőnek jelentős hosszú távú hatásai voltak, de ez a fajta meghatározás kevésbé látszik átfogónak, mint az előző kettő.
Középkor 1642-ig
A másik nézet az angol polgári forradalom kezdetét (1642) tekinti az újkor kezdetének. Ez alapvetően a társadalmi formációk marxi elméletén alapul (amit a nem marxista, sőt, Marxszal alapvetően szembenálló történészek egy része is elfogad). Eszerint itt és ekkor került első ízben a korábbi időszakban meghatározó gazdasági erőre kapott polgárság egyértelműen a politikai hatalom birtokába, amivel az érett feudalizmust felváltotta egy új társadalmi formáció, a kapitalizmus (kissé leegyszerűsítve: a gazdaságban a járadék helyett a bérmunka lett a meghatározó), és ez alapozta meg a további fejlődést.
A középkor végének különféle meghatározásai:
A középkor végének különféle meghatározásai:
Konkrétan:
- Konstantinápoly eleste (1453)
- III. Richárd angol király meggyilkolása (1485)
- Amerika felfedezése (1492)
- VIII. Károly francia király itáliai hadjárata (1494)
- Tengeri út felfedezése Indiába (1498)
- Niccolò Machiavelli: A fejedelem című művének megjelenése (1513)
- Thomas More: Utópia című művének megjelenése (1515)
- Luther Márton tézisei (1517)
- V. Károly német-római császár birodalomalapítása (1519)
- Mohácsi csatavesztés (1526, magyar történelemszemlélet)
- Angol polgári forradalom (1642, marxista felfogás)

Általánosságban
- Európai nemzeti monarchiák kialakulása
- Felfedezések korának megindulása
- Könyvnyomtatás feltalálása
- Reneszánsz megjelenése, ill. reformáció megindulása

### Újkor
Az újkor vége szintén többféleképpen definiálható:
- Az egyik szerint e korszak vége 1918, az I. világháború befejeződése;  pontosabban az 1917-es oroszországi bolsevik forradalomtól („Nagy Októberi Szocialista Forradalom”) számították az új korszak kezdetét (ez a volt szocialista országokban elterjedt, marxista alapú történelemszemlélet, amely szerint az újkort ettől kezdve a legújabb kor követi).
- A posztmodern eljövetele, ami az 1960-as évektől a kora 1980-as évekig terjed (e nézet szerint azóta a jelenkor tart).
- A harmadik nézet szerint egészen a mai napig újkorról beszélhetünk (ez a legelterjedtebb nyugat-európai felfogás).

Az újkor legkorábbi szakaszát korai újkor néven általában külön tárgyalják. Újabban – az angol modern times, modern age magyar megfelelőjeként – a magyar történelemszemléletben is terjed a modern kor fogalmának használata, amely a nagy francia forradalommal veszi kezdetét és egészen máig tart. Ez a korszak tehát a korábbi marxista értelmezés szerinti újkor második felét és legújabb kort egyetlen korszakként tárgyalja (19-21. század).